# Universitatea din Leipzig
Universitatea Leipzig, aflată în orașul Leipzig, în landul Saxonia, este una dintre cele mai vechi universități din Germania.

## Istorie
În 1409, prin Decretul de la Kuttenberg, Regele Romanilor Venceslav a dat primatul cehilor asupra germanilor. Nemulțumiți, germanii au părăsit atunci Praga și au plecat la Leipzig, unde au obținut de la landgravii Friedrich I de Saxonia și fratele său Wilhelm al II-lea de Misnia fondarea unei noi universități. Universitatea din Leipzig număra la început patru facultăți. 
În prezent Universitatea Leipzig numără paisprezece facultăți și circa 29.000 de studenți, ceea ce face ca să fie a doua universitate din Saxonia ca mărime. Funcționează fără întrerupere de la întemeiere, timp de șase secole. Universitatea Leipzig este reputată mai ales pentru facultatea ei de medicină. Universitatea reunește alte 150 de universități, din lumea întreagă, pentru 190 de programe de formare, deschizându-se spre numeroase mastere și certificate de aptitudini în învățământ.
Printre membrii corpului profesoral cei mai cunoscuți, în cursul istoriei sale, îi putem cita pe astronomul Möbius, filosoful Ernst Bloch și fizicianul Heisenberg. Goethe, Christian Gottlob Heyne, Nietzsche, Ernst Jünger, compozitorii Robert Schumann și Richard Wagner sunt foști studenți ai acestei universități.

## Câțiva profesori
- Christian Daniel Beck (1757-1832), filolog. A fost decan și rector al universității
- August Ferdinand Möbius, matematician și astronom
- Wilhelm Ostwald, chimist
- Felix Klein, matematician
- Paul Flechsig, neurolog
- Johann Christoph Gottsched, filolog
- Ernst Bloch, filosof
- Werner Heisenberg, fizician
- Sin-Itiro Tomonaga, fizician
- Gustav Ludwig Hertz, fizician
- Peter Debye, fizician
- Wilhelm Wundt, psiholog
- Christian Fürchtegott Gellert, teolog și poet

## Studenți celebri

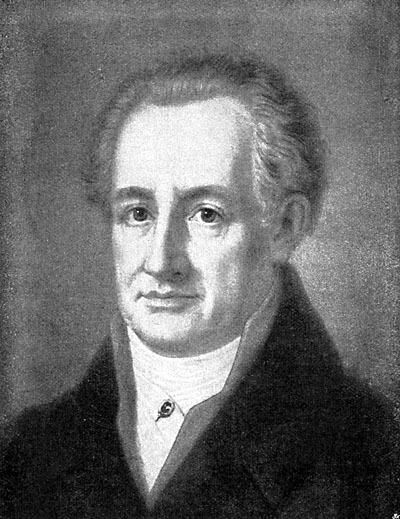
Johann Wolfgang von Goethe

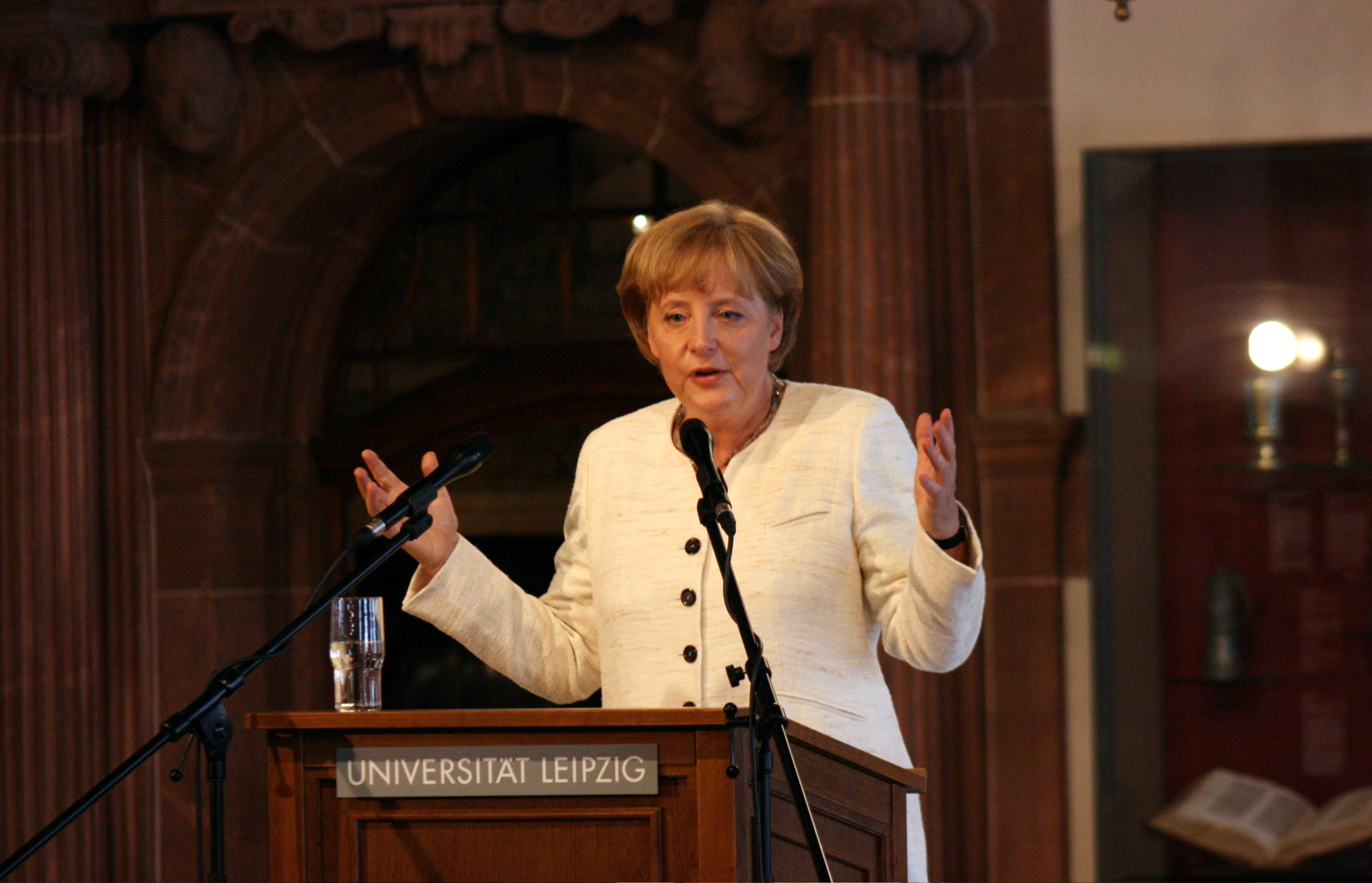
Cancelara federală Angela Merkel

- Georgius Agricola, 1514-1518 literatură, 1521-1522 medicină
- Mikołaj Sęp-Szarzyński, 1550-1581, probabil teologie
- Johann Wolfgang von Goethe, 1765-1768, drept și poetică
- Christian Gottlob Heyne, 1748-1752, drept
- Daniel Georg Neugeboren, 1782-1784, istorie și teologie
- Erich Kästner, 1919-1925, istorie, filosofie, germanistică, teatrologie
- Ernst Jünger, începând cu 1923, zoologie și filosofie
- Gottfried Wilhelm Leibniz, 1661-1663, filosofie
- Karl Liebknecht, 1890-1893, drept, economie națională, istorie și filosofie
- Angela Merkel, 1973-1978, fizică
- Thomas Müntzer, începând din 1506, artistică
- Friedrich Nietzsche, 1865-1869, filologie
- Novalis, 1791-1794, drept, filosofie, matematici
- Ferdinand de Saussure, indogermanistică

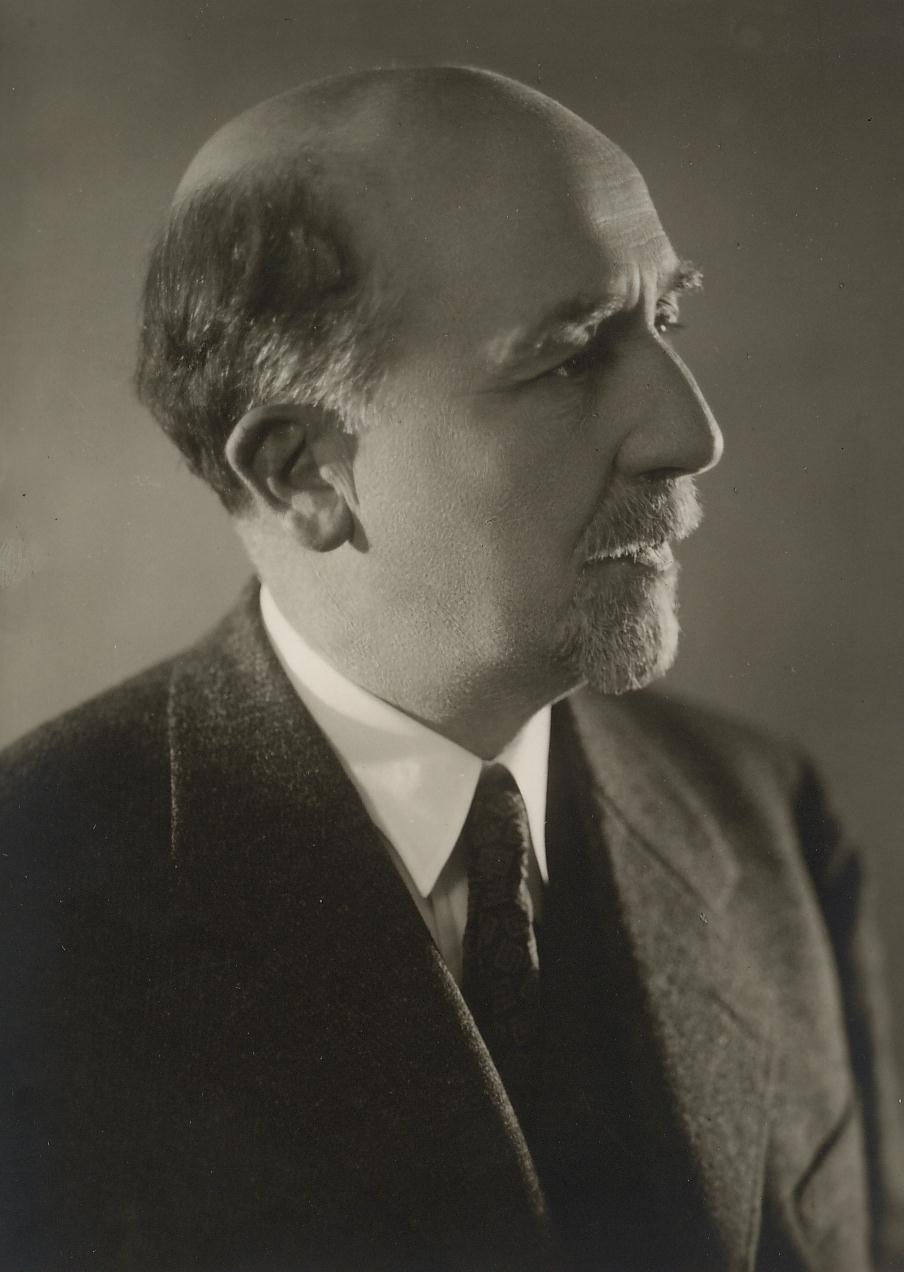
Sextil Puşcariu

- Sextil Pușcariu, 1895 - 1899. A devenit doctor în filosofie al Universității Leipzig în 1899.
- Kurt Schumacher, 1915 – 1917, drept, economie
- Robert Schumann, începând cu 1828, în drept
- Edward Teller, 1928-1930, fizică teoretică
- Richard Wagner, începând cu 1831, muzică
- [Virgil Madgearu], economist

## Facultăți

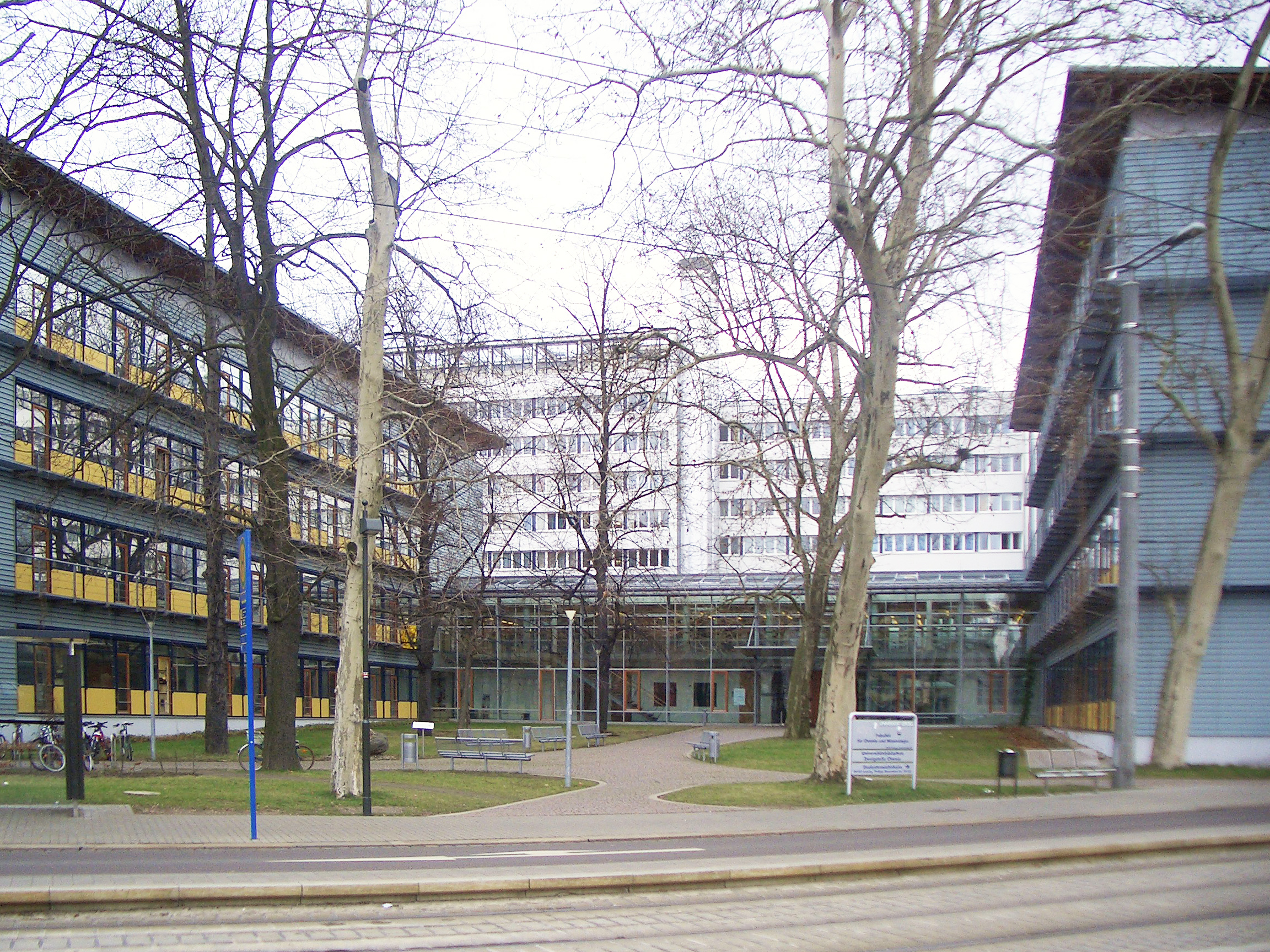
Facultatea de Chimie şi Mineralogie

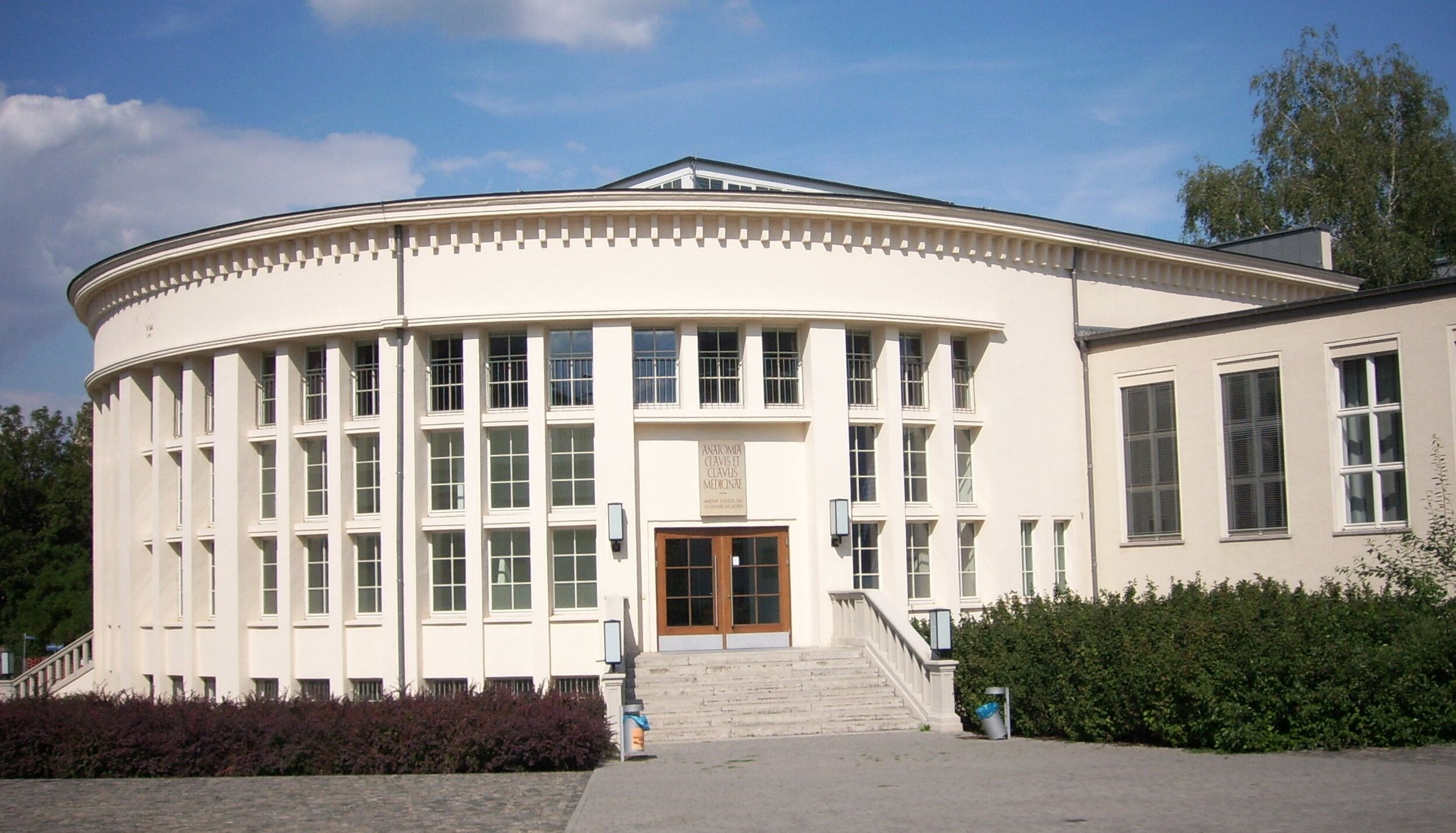
Amfiteatrul de anatomie al Facultăţii de Medicină

- Teologie
- Drept
- Istorie și artă orientală
- Filologie
- Pedagogie
- Sociologie și filosofie
- Științe economice
- Sport
- Medicină
- Mathematică și informatică
- Biologie, farmacie și psihologie
- Fizică și geografie
- Chimie și mineralogie
- Medicină veterinară